# Handkea
Handkea is een geslacht van schimmels behorend tot de familie Lycoperdaceae. De typesoort was Handkea utriformis, maar deze is later hernoemd naar Lycoperdon utriforme.

## Soorten
Volgens Index Fungorum telt het geslacht twee soorten (peildatum december 2021):
| Soortnaam          | Auteur(s) | Publicatiejaar |
| ------------------ | --------- | -------------- |
| Handkea canadensis | Kreisel   | 1989           |
| Handkea wandae     | Skirg.    | 1991           |